# Cyornis rufigastra
Cyornis rufigastra е вид птица от семейство Muscicapidae.

## Разпространение
Видът е разпространен в Бруней, Индонезия, Малайзия, Филипините, Сингапур и Тайланд.